# كليفتون سميث (لاعب كرة قدم أمريكية)
كليفتون سميث (بالإنجليزية: Clifton Smith)‏ هو لاعب كرة قدم أمريكية أمريكي، ولد في 4 يوليو 1985 في فريسنو في الولايات المتحدة.

## وصلات خارجية
- كليفتون سميث (لاعب كرة قدم أمريكية) على موقع مرجع كرة القدم المحترفة.كوم (الإنجليزية)
- كليفتون سميث (لاعب كرة قدم أمريكية) على موقع JustSportsStats.com (الإنجليزية)